# Чемпіонат світу з біатлону серед юніорів 2019
53-й чемпіонат світу з біатлону серед юніорів 2019 — міжнародне спортивне змагання, що проходило під егідою Міжнародного союзу біатлоністів (IBU) у Осрбліє (Словаччина) з 27 січня по 3 лютого 2019 року.
У ході змагань серед юнаків та дівчат (до 19 років), а також черед юніорів та юніорок (до 21 року) було розіграно 16 комплектів нагород: по 4 в індивідуальній гонці, спринті, гонці переслідування та естафеті.

## Медальний залік
| Місце | Країна     | Золото | Срібло | Бронза | Загалом |
| ----- | ---------- | ------ | ------ | ------ | ------- |
| 1     | Норвегія   | 4      | 1      | 5      | 10      |
| 2     | Франція    | 2      | 2      | 2      | 6       |
| 3     | Словенія   | 2      | 2      | 0      | 4       |
| 4     | Швейцарія  | 2      | 1      | 0      | 3       |
| 5     | Україна    | 2      | 0      | 0      | 2       |
| 6     | Німеччина  | 1      | 5      | 3      | 9       |
| 7     | Росія      | 1      | 1      | 0      | 2       |
| 8     | Гренландія | 1      | 0      | 0      | 1       |
| 8     | КНР        | 1      | 0      | 0      | 1       |
| 10    | Чехія      | 0      | 2      | 1      | 3       |
| 11    | Білорусь   | 0      | 1      | 0      | 1       |
| 11    | Польща     | 0      | 1      | 0      | 1       |
| 13    | Італія     | 0      | 0      | 2      | 2       |
| 13    | Фінляндія  | 0      | 0      | 2      | 2       |
| 15    | Швеція     | 0      | 0      | 1      | 1       |
| РАЗОМ | РАЗОМ      | 16     | 16     | 16     | 48      |

## Переможці

### Юнаки
| Дисципліна                                | Золото                                                   | Срібло                                         | Бронза                                               |
| ----------------------------------------- | -------------------------------------------------------- | ---------------------------------------------- | ---------------------------------------------------- |
| Індивідуальна гонка, 12.5 км (27.01.2019) | Ніклас Гартвег Швейцарія                                 | Трім Герхардсен Норвегія                       | Якуб Коцян Чехія                                     |
| Естафета, 3х7.5 км (29.01.2019)           | Гендрік Рудольф Даріус Філіп Лодл Ганс Кельнер Німеччина | Антон Відмар Ловро Планко Алекс Цісар Словенія | Якопо Леонезіо Томмазо Джакомель Дідьє Біоназ Італія |
| Спринт, 7.5 км (01.02.2019)               | Алекс Цісар Словенія                                     | Ловро Планко Словенія                          | Отто Інвеніус Фінляндія                              |
| Гонка переслідування, 10 км (03.02.2019)  | Алекс Цісар Словенія                                     | Ремі Бруті Франція                             | Ветле Паульсен Норвегія                              |

### Дівчата
| Дисципліна                                | Золото                                           | Срібло                                                        | Бронза                                     |
| ----------------------------------------- | ------------------------------------------------ | ------------------------------------------------------------- | ------------------------------------------ |
| Індивідуальна гонка, 10 км (27.01.2019)   | Укалек Астрі Слеттермарк Ґренландія              | Тереза Воборнікова Чехія                                      | Хейді Ніккінен Фінляндія                   |
| Естафета, 3х6 км (29.01.2019)             | Марен Баккен Марте Мьоллер Анне де Беше Норвегія | Ліза Марія Спарк Марейке Браун Ганна-Мішель Германн Німеччина | Лаура Буко Колін Пастер Паула Боте Франція |
| Спринт, 6 км (01.02.2019)                 | Марен Баккен Норвегія                            | Емі Басерга Швейцарія                                         | Марте Мьоллер Норвегія                     |
| Гонка переслідування, 7.5 км (03.02.2019) | Емі Басерга Швейцарія                            | Тереза Воборнікова Чехія                                      | Марен Баккен Норвегія                      |

### Юніори
| Дисципліна                                 | Золото                                                               | Срібло                                                              | Бронза                                                                      |
| ------------------------------------------ | -------------------------------------------------------------------- | ------------------------------------------------------------------- | --------------------------------------------------------------------------- |
| Індивідуальна гонка, 15 км (28.01.2019)    | Мартен Буржуа Републік Франція                                       | Микита Лобастов Білорусь                                            | Даніло Рітмюллер Німеччина                                                  |
| Естафета, 4х7.5 км (30.01.2019)            | Саїд Халілі Ільназ Мухаметзянов Вадим Істамгулов Василь Томшин Росія | Юліан Голландт Тім Гротьян Філіп Ліповіц Даніло Рітмюллер Німеччина | Міхаель Дуранд Патрік Браунгофер Седрік Крістілле Даніеле Каппелларі Італія |
| Спринт, 10 км (02.02.2019)                 | Вебйорн Сьорум Норвегія                                              | Саїд Халілі Росія                                                   | Сіверт Гутторм Баккен Норвегія                                              |
| Гонка переслідування, 12.5 км (03.02.2019) | Вебйорн Сьорум Норвегія                                              | Мартен Буржуа Републік Франція                                      | Сіверт Гутторм Баккен Норвегія                                              |

### Юніорки
| Дисципліна                                | Золото                                   | Срібло                                                  | Бронза                                           |
| ----------------------------------------- | ---------------------------------------- | ------------------------------------------------------- | ------------------------------------------------ |
| Індивідуальна гонка, 12.5 км (28.01.2019) | Фаті Менг Китай                          | Юліане Фрювірт Німеччина                                | Франциска Пфнюр Німеччина                        |
| Естафета, 3х6 км (30.01.2019)             | Камій Бене Софі Шово Лу Жанмонно Франція | Франциска Пфнюр Ганна Кебінґер Юліане Фрювірт Німеччина | Аманда Лундстрьом Анні Лінд Ельвіра Еберг Швеція |
| Спринт, 7.5 км (02.02.2019)               | Катерина Бех Україна                     | Каміла Жук Польща                                       | Ганна Кебінґер Німеччина                         |
| Гонка переслідування, 10 км (03.02.2019)  | Катерина Бех Україна                     | Ганна Кебінґер Німеччина                                | Софі Шово Франція                                |